# Трентеполия
Трентеполия (лат. Trentepohlia) — род нитчатых зелёных водорослей семейства Trentepohliaceae, живущих эпифитно на коре деревьев либо литофитно на влажных поверхностях камней.
Представители рода Trentepohlia образуют ассоциации с гифами грибов и являются широко распространёнными фикобионтами лишайников, например, таких родов, как Graphis, Graphina, Gyalecta и Opegrapha. Яркий оранжевый цвет нитей, маскирующий зелёный цвет хлорофилла, обусловлен большим количеством каротиноидов в клетках водоросли.

## Название
Назван в честь немецкого ботаника Иоганна Фридриха Трентеполя (1784—1806).

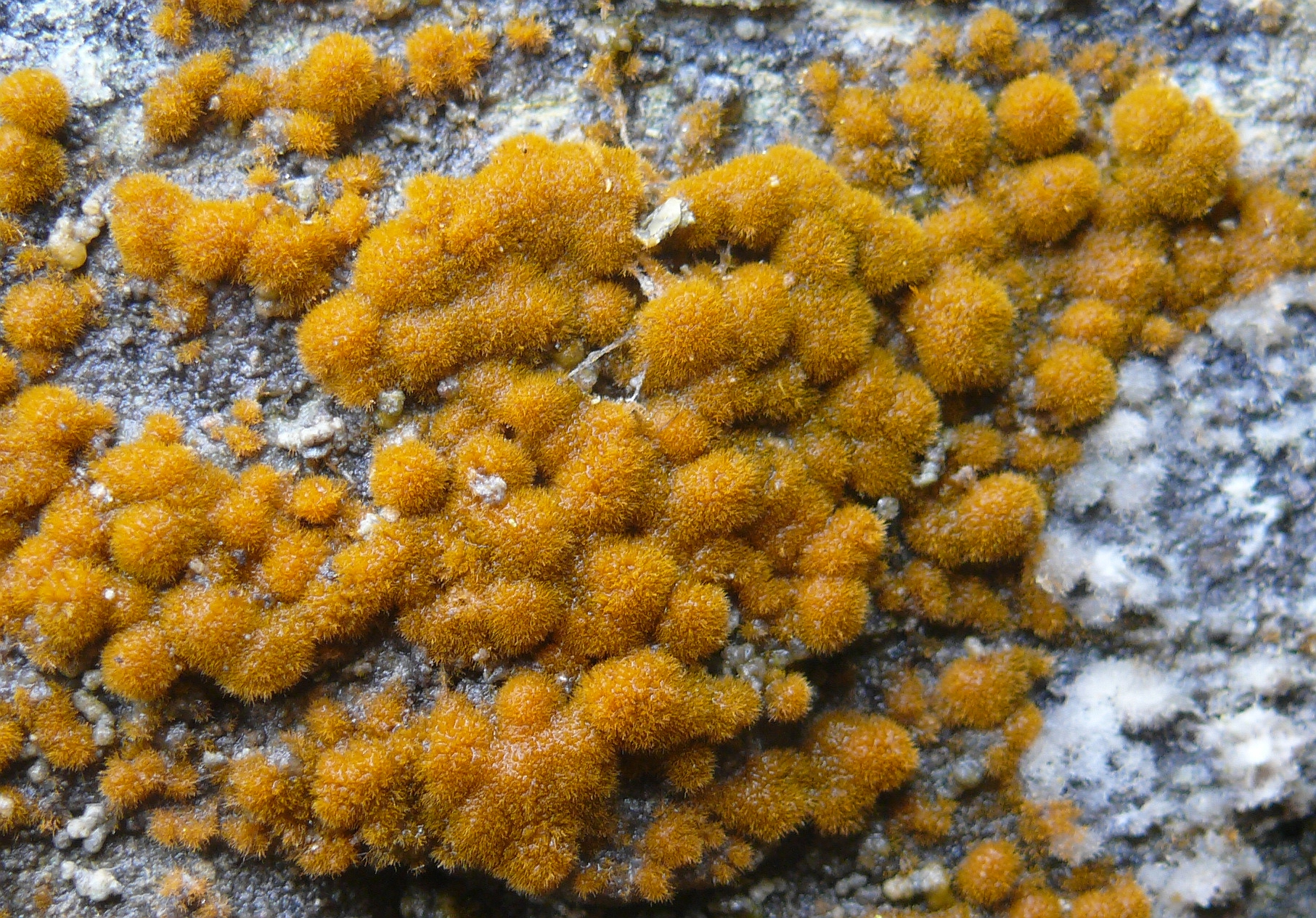
Trentepohlia aurea, Tauberland, Германия

## Классификация
Некоторые виды согласно базе данных AlgaeBase:
- Trentepohlia abietina (Flotow ex Kützing) Hansgirg, 1886 — Трентеполия пихтовая
- Trentepohlia annulata F. Brand, 1902 — Трентеполия кольчатая
- Trentepohlia arborum (C. Agardh) Hariot, 1889 — Трентеполия древесная
- Trentepohlia aurea (L.) Mart., 1817 — Трентеполия золотистая
- Trentepohlia calamicola (Zeller) De Toni et Levi, 1885 — Трентеполия тросниковая
- Trentepohlia dialepta (Nylander) Hariot, 1889
- Trentepohlia hunanensis Jao, 1940 — Трентеполия хунаньская
- Trentepohlia jolithus (L.) Wallroth, 1833 — Трентеполия Жолита
- Trentepohlia jucunda (Cesati) Hariot, 1889 — Трентеполия приятная
- Trentepohlia odorata (F.H. Wiggers) Wittr., 1880 — Трентеполия душистая
- Trentepohlia piceana Meyer, 1938 — Трентеполия еловая
- Trentepohlia rigidula (J. Müller) Hariot, 1889 — Трентеполия жестковатая
- Trentepohlia umbrina (Kützing) Bornet, 1873 — Трентеполия теневая
- Trentepohlia uncinata (Gobi) Hansgirg, 1886 — Трентеполия крючковатая